# 古德曼曲线
古德曼曲线（英語：Goodman diagram）指受交变应力的零件，在等寿命（等破环循环次数）的条件下，其平均应力与最大应力和最小应力的关系曲线。